# Joseph Ruben
Joseph Porter Ruben (Briarcliff Manor, Nueva York, 10, de mayo de 1950) es un director de cine, guionista y productor estadounidense.

## Biografía
Sus películas anteriores, como El padrastro, se han convertido en clásicos de culto. En la década de 1990, pasó a dirigir películas convencionales de gran recaudación como Sleeping with the Enemy, protagonizada por Julia Roberts, que recaudó más de 150 millones de dólares en la taquilla; el controvertido thriller The Good Son, protagonizado por Macaulay Culkin y Elijah Wood; Money Train, protagonizada por Woody Harrelson y Wesley Snipes; y Return to Paradise, protagonizada por Vince Vaughn y Joaquin Phoenix. Ha colaborado a menudo con el editor de cine George Bowers.
Ha ganado premios en varios festivales de cine con sus películas El padrastro, Solo ante la ley, protagonizada por Robert Downey Jr. y James Woods, y Dreamscape, protagonizada por Dennis Quaid. En 2013 dirigió Penthouse North, protagonizada por Michael Keaton y Michelle Monaghan. Regresó para dirigir el thriller de asesino en serie Jack después de haber permanecido inactivo seis años. Ruben fue relacionado para dirigir la película The Politician's Wife, escrita por Nicholas Meyer.

## Filmografía
| Año  | Título                  | Director | Productor | Guionista | Notas                                       |
| ---- | ----------------------- | -------- | --------- | --------- | ------------------------------------------- |
| 1974 | The Sister-in-Law       | Sí       | Sí        | Sí        | Debut como director                         |
| 1976 | The Pom Pom Girls       | Sí       | Sí        | Sí        |                                             |
| 1977 | Joyride                 | Sí       | No        | Sí        |                                             |
| 1978 | Our Winning Season      | Sí       | No        | No        |                                             |
| 1980 | Breaking Away           | Sí       | No        | No        | Serie de televisión, episodio "The Cutters" |
| 1980 | Gorp                    | Sí       | No        | No        |                                             |
| 1984 | Dreamscape              | Sí       | No        | Sí        |                                             |
| 1987 | El padrastro            | Sí       | No        | No        |                                             |
| 1989 | True Believer           | Sí       | No        | No        |                                             |
| 1991 | Sleeping with the Enemy | Sí       | No        | No        |                                             |
| 1993 | The Good Son            | Sí       | Sí        | No        |                                             |
| 1995 | The Money Train         | Sí       | No        | No        |                                             |
| 1998 | Return to Paradise      | Sí       | No        | No        |                                             |
| 2004 | The Forgotten           | Sí       | No        | No        |                                             |
| 2013 | Penthouse North         | Sí       | Sí        | No        |                                             |
| 2017 | The Ottoman Lieutenant  | Sí       | No        | No        |                                             |